# Salih bin Muhammad bin Hasan al-Asmari
Scheich Salih bin Muhammad bin Hasan al-Asmari (arabisch صالح بن محمد بن حسن الأسمري, DMG Ṣāliḥ b. Muḥammad b. Ḥasan al-Asmarī) aus Saudi-Arabien ist Berater des Ministeriums für islamische Angelegenheiten. Er ist Direktor des Instituts für Scharia-Studien (معهد الدراسات الشرعية) und Generaldirektor des Netzwerks Manarat asch-Schariʿa (شبكة منارة الشريعة). 
Er ist einer der weiteren Unterzeichner des ursprünglich von 138 muslimischen Gelehrten unterzeichneten offenen Briefes Ein gemeinsames Wort zwischen Uns und Euch (engl. A Common Word Between Us & You), den Persönlichkeiten des Islam an „Führer christlicher Kirchen überall“ (engl. „Leaders of Christian Churches, everywhere …“) sandten (13. Oktober 2007).
Beim 1. Seminar des Katholisch-Muslimischen Forums in Rom war er, Rijaset Islamske zajednice u Bosni i Hercegovini (Rijaset) zufolge, eines der muslimischen Delegationsmitglieder.